# روي هالستيد
روي هالستيد (بالإنجليزية: Roy Halstead)‏ هو لاعب كرة قدم بريطاني، ولد في 26 يوليو 1931 في Whitworth, Lancashire ‏ في المملكة المتحدة، وتوفي في 6 أغسطس 1997. لعب مع نادي بيرنلي ونادي تشستر سيتي.